# پادشاهی گالیسیا و لودومریا
پادشاهی گالیسیا و لودومریا (به لهستانی: Królestwo Galicji i Lodomerii)یا با عنوان ساده‌تر گالیسیا یا اتریش لهستان، در ۱۷۷۲ در قلمرو سلطنتی هابسبورگ و در نتیجه اولین تجزیه لهستان ایجاد شد و پس از سومین تجزیه لهستان در ۱۷۹۵ به یک پادشاهی تحت سلطه هابسبورگ تبدیل شد. در ۱۸۰۴ تبدیل به یک قلمرو سلطنتی در امپراتوری اتریش و از ۱۸۶۷ تا انحلالش در ۱۹۱۸ به یک منطقه خودمختار سلطنتی تحت مدیریت لهستانی ها و زیر نظر سیسلتنیای اتریش-مجارستان بود. این کشور از قسمت جنوب غربی قلمرو مشترک‌المنافع لهستان-لیتوانی جدا شده بود و در میان عناوین تشریفاتی فراوان شاهزاده مجارستان یکی هم "حاکم گالیسیا و لودومریا" بود. پس از جنگهای ناپلئونی و کنگره وین، امپراتوری اتریش قسمتهایی از گالیسیا، گالیسیای غربی و بخش تارنوپول، را به امپراتوری روسیه واگذار کرد.
نام گالیسیا شکل لاتین هالیچ، شاهزاده‌نشین قرون وسطایی روتنیا است. "لودومریا" شکل لاتین وولودیمیر-وولینسکیی است که در قرن دهم میلادی توسط ولادیمیر کبیر بنیان گذاشته شد و تا زمان تجزیه لهستان به سادگی تحت عنوان وولودیمیر شناخته می شد. پادشاه گالیسیا و لودومریا عنوانی قرون وسطایی بود که شاه آندراش دوم مجارستان در زمان تسخیر این ناحیه در قرن دوازدهم میلادی ابداع کرد.
این ناحیه تاریخی در غرب اروپای امروزی بین لهستان و اکراین تقسیم شده است. هسته تاریخی گالیسیا متشکل از نواحی مدرن لووف، ترنوپیل و ایوانو-فرانکیفسک در غرب اکراین است.